# 苏轼
苏轼（1037年1月8日—1101年8月24日），字子瞻，一字和仲，号东坡居士、鐵冠道人，眉州眉山（今四川省眉山市）人，北宋文學家、政治家、藝術家。嘉佑二年进士，累官至端明殿学士兼翰林學士、礼部郎中、户部侍郎、兵部尚书。南宋理學方熾時，加賜諡號文忠，復追贈太師。有《東坡先生大全集》及《東坡樂府》詞集傳世，宋人王宗稷收其作品，編有《蘇文忠公全集》。
其散文、诗、词、赋均有成就，且善书法和繪画，是文学艺术史上的通才，也是公认韻文散文造诣皆傑出的大家。蘇軾的散文為唐宋四家（韓柳歐蘇）之末，與唐代的古文運動發起者韓愈並稱為“韓潮蘇海”，也與歐陽修並稱“歐蘇”；更與父親蘇洵、弟蘇轍合稱“三蘇”，父子三人，同列唐宋八大家。蘇軾之詩與黃庭堅並稱“蘇黃”，又与陸游并称「苏陆」；其詞“以詩入詞”，首開詞壇“豪放”一派，振作了晚唐、五代以來綺靡的西崑體餘風。後世與南宋辛棄疾並稱「蘇辛」，惟蘇軾故作豪放，其實清朗；其賦亦頗有名氣，最知名者為貶謫期間借題發揮寫的前後《赤壁賦》。宋代每逢科考常出現其文命題之考試，故當時學者曰：“蘇文熟，喫羊肉、蘇文生，嚼菜羹”。藝術方面，書法名列“苏、黃、米、蔡”等北宋四大書法家（宋四家）之首；其畫則開創了湖州畫派；並在題畫文學史上佔有舉足輕重的地位。
在王安石變法期間，蘇軾雖贊同政治應該改革，但反對操之過急的政策以及王安石任用的接手者呂惠卿，因此招來新黨爪牙李定橫加陷害；後來又因蘇軾反對包括元祐更化盡廢新法等保守作為，接連受到以司馬光、程頤為首的舊黨斥退，終生當不了宰相。由於蘇軾在新舊黨爭中兩邊不討好導致仕途失意，被侍妾王朝雲戲稱為“一肚皮不合時宜”。在元祐更化時一度官至兵部尚书；紹聖年間因新黨的章惇為相，又加貶謫至儋州（海南島）；徽宗即位，遇赦北歸時病卒於常州。墓在河南郏縣。

## 生平

### 家世
祖父苏序，表字仲先。祖母史氏。父苏洵，母程氏。宋仁宗景祐三年（1036年）十二月十九日（1037年1月8日）乙卯时，苏轼生於眉州眉山（今四川省眉山市）。其父親將他命名“轼”，意为车前的扶手，取其默默无闻却扶危救困，不可或缺之意。苏轼有一個弟弟蘇轍，小他兩歲（1039年出生），兩兄弟從小到大一起讀書遊玩，後來也同一年中進士。
苏轼年幼时父亲出游在外，母亲将其养大，并教他读书，曾令其以范滂为榜样。蘇軾生性放達，好交友。和其父苏洵、其弟苏辙并称“三苏”。
苏洵修編族譜，自称是初唐相國蘇味道后裔。然而苏洵自己也承认苏味道的后人与自己的高祖之间世系不可考证，苏洵的高祖才是信史的上限。苏洵的寻根方法，在当时就有人不以为然。柳立言认为苏洵修撰族谱编写世系，将三百多年前的唐代宰相苏味道当做自己家族的始迁祖，是看中苏味道的知名度，苏洵编订族谱的目的是不问亲疏，团结蘇姓人士，争取共享政治和社会资源，以虚构始祖来联宗。

### 履历
庆历二年（1042年），苏轼入小学，拜道士张易简为师，当时居住在眉州一处叫纱縠行的地方。三年，苏轼入乡校，以韩琦、范仲淹、富弼、欧阳修等人为榜样、楷模。
庆历五年，父亲苏洵因公在外，他的教育都由母亲程夫人负责。
至和元年（1056年），娶妻王氏，为青神人王方之女。二年，前往成都游览，拜访了張方平。
嘉祐二年（1057年），蘇軾才20歲，與弟弟苏辙一同進京參加會考，之後兩人皆中進士。當時蘇軾在禮部論試以一篇《刑賞忠厚之至論》的論文得到考官梅堯臣的青睞，且將該文推薦給主試官歐陽修，而歐陽修亦十分讚賞，原本欲拔擢為第一，但又怕該文為自己的門生曾鞏所作，為了避嫌而列為第二，結果試卷拆封後才發現該文為蘇軾所作。而蘇軾再以《春秋》對義取為第一，之後在殿試中乙科。同年四月，苏轼母亲程氏去世，他不得不按礼法丁忧回乡。
嘉佑四年（1059年），服丧完後的苏轼跟随父亲苏洵与弟弟苏辙一起沿着长江下溯，前往荆楚之地。有《南行集》。五年，授河南府福昌县主簿，但苏轼并未就任。
嘉佑六年（1061年），参加制科考试，位列贤良方正、能直言极谏者第三等。当时韩琦说：“今岁制科，唯苏轼、苏辙最有声望。”授大理评事，除簽書鳳翔判官。十一月十九日，與蘇轍在鄭州西門外告別，當年十二月到任。當時鳳翔府主政者陳希亮，與蘇軾個人關係極差，兩人互相看不起，但卻與希亮四子陳慥相得甚歡。
治平二年（1065年），罷任鳳翔簽判，還朝直史館。
治平三年（1066年），父蘇洵過世，蘇軾回蜀守喪，英宗憐之，同意以官船載運蘇軾一家。
熙寧二年（1069年），服阕（守喪完畢）任判官诰院兼祠部員外郎，反對王安石變法中对科举制度的改动，王安石於是屢次在神宗面前詆毀蘇軾，司馬光、范鎮舉薦蘇軾作諫官，王安石力反之，神宗想讓蘇軾寫起居注，王安石向神宗進言，說蘇軾在回家守喪時，乘機販運蘇木（一種染料），最後神宗放棄這個任命。
熙寧三年，因為蘇軾一直反對王安石，王安石門下的御史謝景溫又誣陷蘇軾販賣私鹽，范鎮極辯蘇軾販鹽之誣，並願意退休負責。
熙宁三年（1070年），蘇軾擔任當年度進士科舉的主考官，蘇軾本欲擬上官均為第一名，但因其策論詆毀王安石變法，而被呂惠卿改為第二。
熙宁四年（1071年），蘇軾迁太常博士摄開封推官，因不堪新黨的迫害，求外職，神宗本欲予以知州，但王安石只願予之潁州通判，神宗最後折衷，讓蘇軾擔任相對較好的杭州通判。起先在熙寧三年，王安石的姻親謝景溫彈劾蘇軾居喪往返途中順道做買賣生意，但查無實證。滯留京城至熙寧四年夏末，神宗批示“改通判杭州”，遂經由陳州赴杭，十一月到任。神宗当时对司马光说：“苏轼非佳士，卿误识之。”司马光则不以为然，为苏轼做了辩解，而苏轼本人则迫于压力，并没有对此处置发表任何意见。初到杭州时，前任刺史沈立尚未卸任，于是苏轼便受命监考，得闲二十余日，其间亦多有唱酬。
熙宁五年，陳堯佐之子陈襄接任杭州刺史。苏轼被派往湖州勘察堤坝情况，期间与湖州太守孙覺相遇并作诗。
熙寧六年（1073年）正月二十七日及八月，两度游览云泉山风水洞，作诗并留下题名，题名今存。冬，蘇軾沿運河往返於常州、潤州、蘇州、秀州之間，賑濟災民。官職不變。至熙寧七年夏回到杭州。過了幾個月接到詔命前往密州，九月二十日告别杭州道友，十月启程。
熙宁八年除夕，苏轼在润州度过。
熙宁十年受命知河中府，后改知徐州。二月与其弟苏辙会面，四月二十一日，到徐州。是年七月七日，黄河决口，水困徐州，苏轼参加救灾。
元丰元年，改筑徐州外小城，立东门黄楼。苏轼作《黄楼赋》。

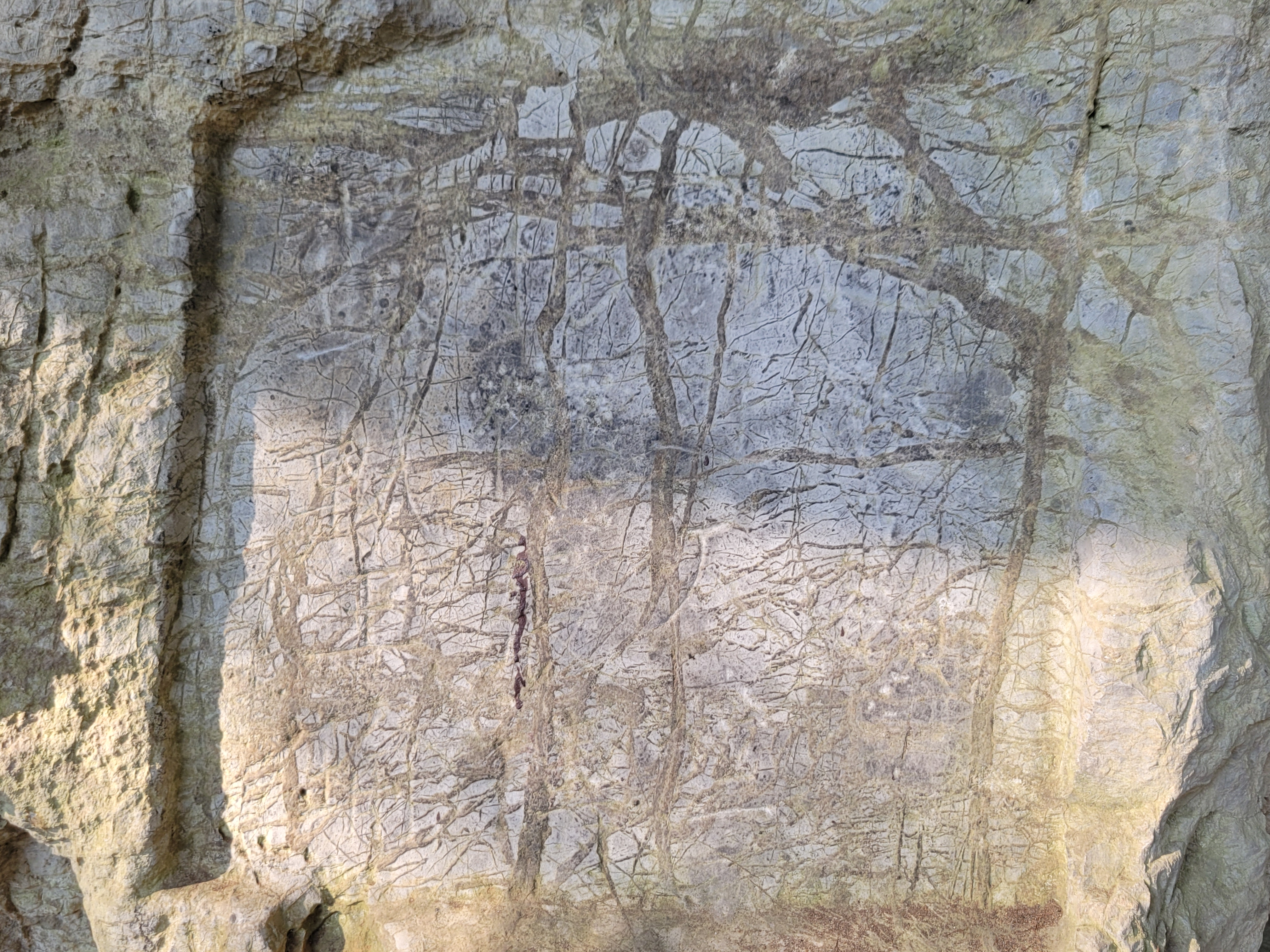
蘇軾在杭州大麥嶺留下的題名

元豐二年（1079年）三月，移知湖州。四月二十九日，到湖州任。七月，监察御史何正臣、舒亶、谏议大夫李定、国子博士李宜之等上疏弹劾苏轼，说他谤讪朝政、愚弄朝廷、妄尊自大云云。二十八日，朝廷派遣中使皇甫遵至湖州将苏轼逮捕。八月十八日，下狱。十一月三十日结案。此次苏轼因烏臺詩案入獄，幾死，並寫文章向朝廷訣別，苏辙、张方平、章惇、吴充、王安石、王安石之弟王安禮等人出面力挽，尤其太皇太后曹氏勸諫，神宗動心，蘇軾終免一死，貶謫為「檢校尚書、水部員外郎、黃州團練副使，本州安置，不得签书公事」，由御史台专人押送前往。苏辙也因为其兄求情而遭贬为监筠州盐酒务。司马光、黃庭堅、乃至王安石之弟王安上皆罚铜二十斤。苏轼在黃州“深自闭塞，扁舟革履，放浪山水之间，与渔樵杂处”，與張懷民交游，也結交禪門人士，當時佛印擔任庐山归宗寺住持，與蘇軾時有往來。有〈戏答佛印偈〉曰：“百千灯作一灯光，尽是恒沙妙法王，是故东坡不敢借，借君四大作禅床。”
元丰四年，朋友马正卿为苏轼请到了黄州营地以东一块地，苏轼躬耕其中，命名为“东坡”，复于元丰五年营造雪堂，自号东坡居士。元豐五年（1082年），蘇軾先後兩次遊覽了黃州附近的赤壁，《前赤壁賦》寫於首次游覽黃州赤壁時。十月，作《後赤壁賦》。
元丰七年（1084年）苏轼由黄州团练副使迁汝州团练副使，四月六日离开黃州，将雪堂留给当地人潘邠老，赴任汝州团练。途经江州，游庐山、石钟山，作《题西林壁》、《石钟山记》。经过筠州，留苏辙处十日。七月过金陵访王安石，与叶志远唱和诗，八月上旬应真州知州袁陟之邀，住真州州学20多天，九月初离开。苏轼在楞伽庵写经、品茶、题名“慧日泉”。
苏轼于泗州度过除夕，因没有继续旅行的盘缠而上书请求允许在常州宜兴县居住，获得允许。八月十七日，得命知登州，到任才五天，苏轼又被召为礼部郎官，上京后半月，除起居舍人，入侍延和殿。
元丰八年（1085年），宋哲宗即位，高太皇太后垂簾聽政，任礼部郎中、中书舍人。迁翰林学士、知制诰。元祐元年（1086年），司馬光去世，大臣們正舉行明堂祭拜大典，趕不及奠祭，儀式一完成，大臣們希望趕去弔喪，程頤卻攔住大家說：“子於是日，哭則不歌。豈可賀赦才了，即往弔喪？”大家覺得這不近人情，反駁說：“孔子言哭則不歌，即不言歌則不哭。”蘇軾則嘲笑程頤說：“此乃枉死市叔孫通所制禮也。”兩人因此結怨。
元祐二年，除翰林侍读。苏轼与程颐的关系进一步恶化，两人党徒互相攻讦。十一月，拜户部侍郎。三年，苏轼以翰林学士知贡举，负责取士。苏轼改革了宋代取士的特奏名制度，当时但凡是礼部特别上奏的都滥赐出身，苏轼和孔文仲以为不可，遂上《论特奏名人恩泽太滥劄子》。此后朝廷接纳其建议，设置了特奏名进士、诸科取士的限额及品阶。

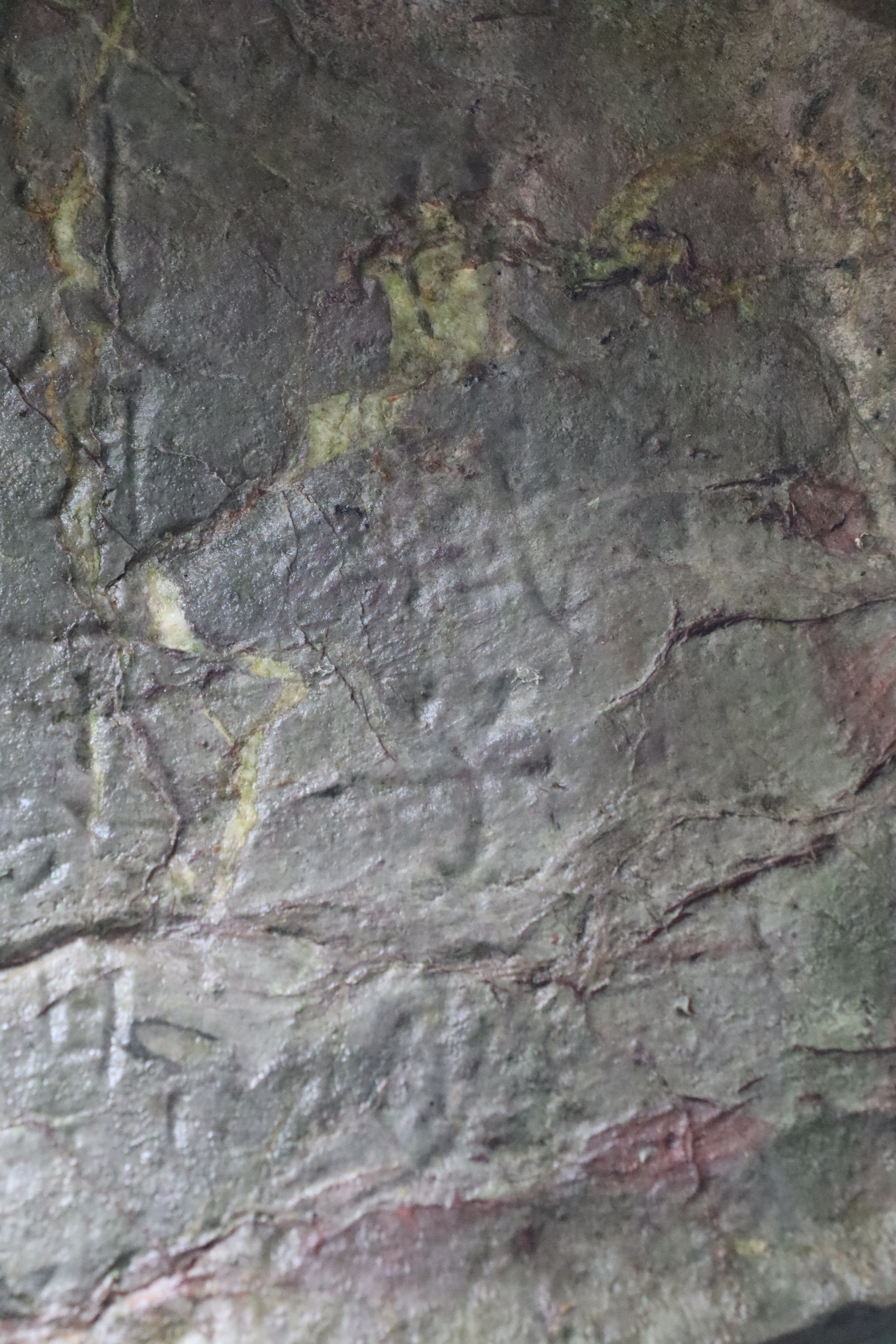
蘇軾在杭州定山風水洞書寫的題名“蘇軾子瞻”。

元祐四年（1089年），苏轼出知杭州，与执政恩例（同副相待遇）。到杭州之日，上表云：“江山故国，所至如归，父老遗民，与臣相问。”
元祐五年（1090），苏轼听取钱塘县尉许敦仁的建议开拓西湖，取淤泥作堤坝，在其上筑桥，是为苏堤。五月，拜御史中丞。
元祐六年三月九日，罢杭州，召还朝，除翰林承旨，入侍迩英殿。八月，以龙图阁学士知颍州。然而苏轼还朝后被贾易等人借故弹劾，此事件即蜀洛党争，之后苏轼出知颍州。苏轼曾道贾易为程颐之死党，因此“怨臣兄弟最深”、“易在必報”，呂陶亦曾指出此段關係。由于宰相呂大防、劉摯和高太后都觉得贾易言过其实，“排击人太深，须与责降”。为了平息党争，高太后采用吕大防的建议，将苏轼与贾易都外放为地方官。
元祐七年正月二十八日，移知扬州。九月召还朝，以兵部尚书兼翰林侍读学士，至十一月，又除端明殿学士兼侍读。
元祐八年，言官黄庆基、董敦逸弹劾苏轼。八九月间，苏轼出知定州。
绍圣元年（1094年），章惇、安焘执政，苏轼遭来之邵弹劾，遂被哲宗貶謫至惠州，十月三日，到贬所，住在僧舍中。
绍圣二年三月，迁居合江亭。
绍圣三年，惠州修新桥，苏轼典卖了自己的腰带以资助建设。
绍圣四年（1097年）二月十四日，营建白鹤峰新居。五月责授瓊州别驾、昌化軍安置。至四月十七日，苏轼接到命令，遂贬儋州。沿途路經梁金山南麓，在此宿一晚後上渡船。当时苏辙也被贬谪至雷州，两兄弟恰好相遇于藤州，便同行前往雷州半岛。六月十一日，苏轼告别弟弟，出航渡海。七月十三日，到儋州。初到时无地可住，苏轼就在官舍暂住。不久，当地人为他建了三间房屋，苏轼将其命名为桄榔庵。
元符元年，苏轼在儋州，游天庆观。吴子野来访。蔡京派遣吕升卿、董必等去岭南谋害苏轼兄弟，曾布向皇帝进言不可，救两人免于大难。
元符二年，琼州进士姜唐佐来到苏轼处学习。
元符三年（1100年），徙贬所于廉州，随即又任舒州节度副使、永州居住。过广州、清远，到英州时，赐提举成都府玉局观，任便居住在外军州（即随意选择偏远州郡居住）。宋徽宗即位，向太后垂簾聽政，四月下詔讓蘇軾北還。
建中靖國元年（1101年），苏轼获赦北归行经南安军。正月到虔州，五月，第三次到真州。夏天因冷飲過度，下痢不止，又誤服黄芪，結果病情惡化，“齿间出血如蚯蚓者无数”，由米芾安排住东园休养，又送麦门冬。七月二十八日于常州孙氏馆病卒，享年六十四歲。由弟蘇轍歸葬於郟縣小峨眉山（汝州郏城县钓台乡上瑞里）。南宋孝宗追贈谥号“文忠”。
蘇軾疲於應付新舊黨爭，遇事“如食内有蝇，吐之乃已”，蘇軾既反对王安石比较急进的變法作為，也不同意舊黨司马光尽废新法的守舊之舉。儘管新黨一直稱蘇軾為舊黨而藉故追究，但實際上蘇軾亦和司馬光為首的舊黨時有衝突，導致他在新舊兩黨之間均受排斥，仕途坎坷，時常遠貶外方。不過他在各地居官清正，为民兴利除弊，政绩颇善，口碑甚佳，杭州西湖的苏堤就是实证。

## 性格
好美食，创造許多饮食精品，好品茗，亦雅好遊山林，黃庭堅稱他“真神仙中人”。

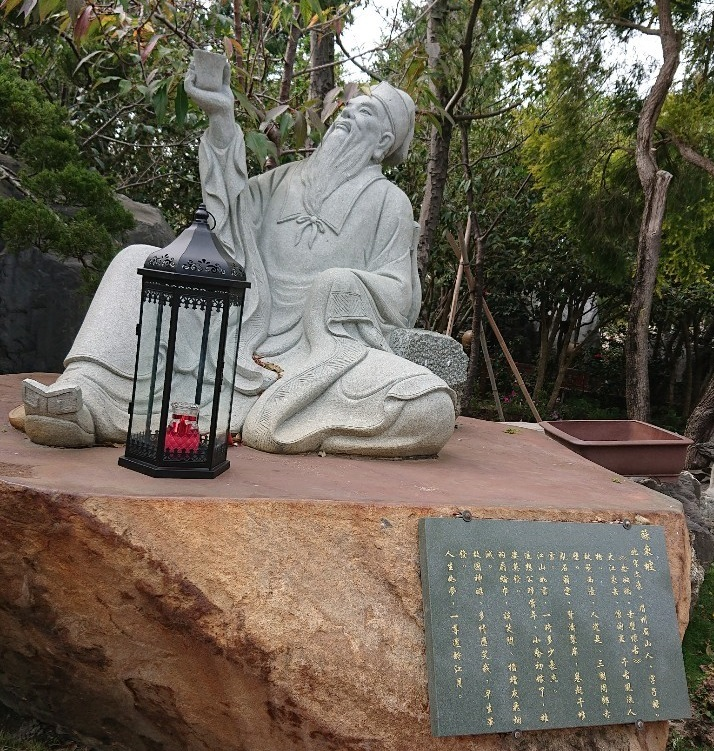
位於雲林虎尾的法持媽祖宮內的石雕園中雕像。

## 風格

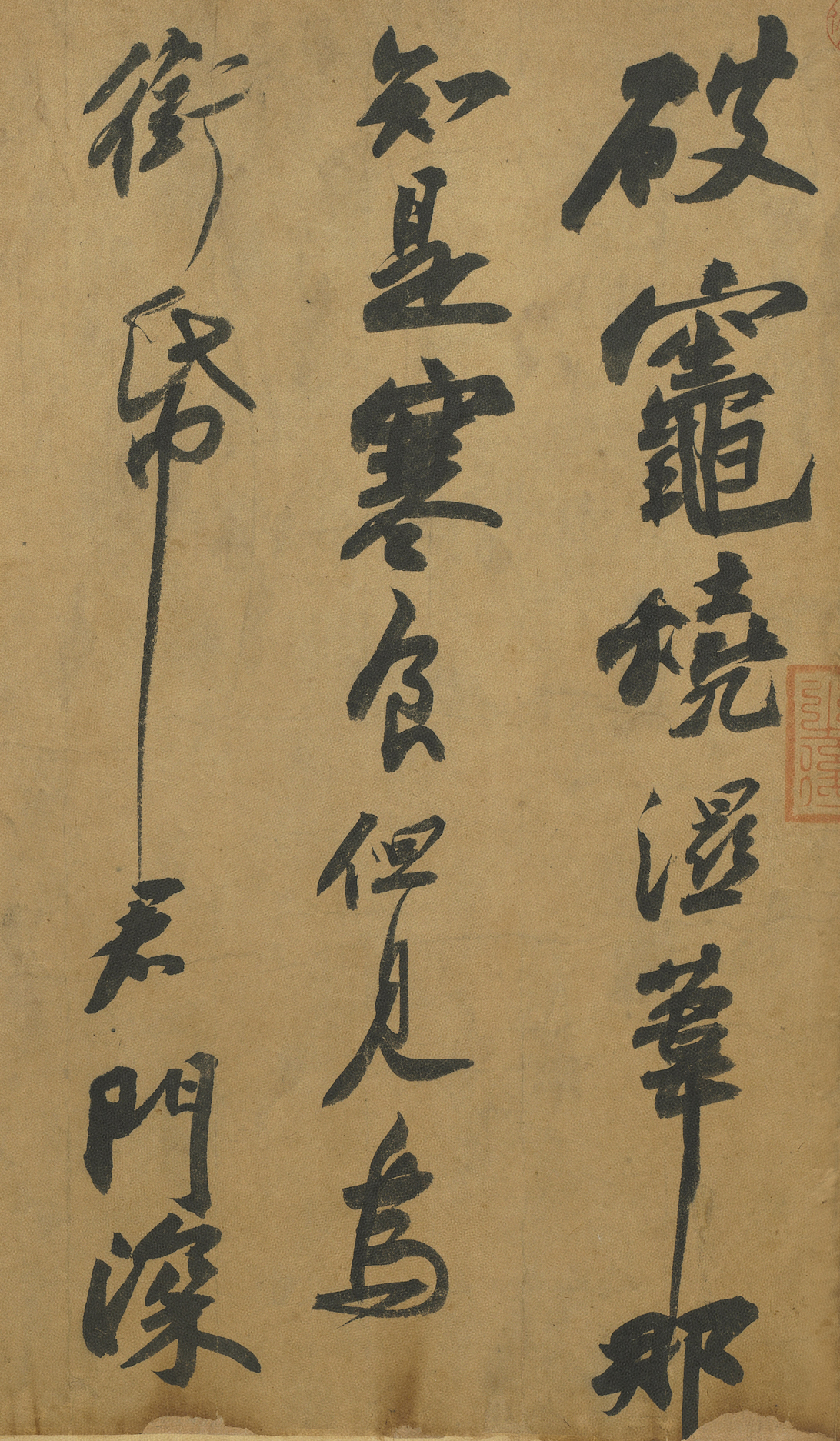
苏轼的书法作品《寒食帖》

其文汪洋恣肆，明白暢達，曾自謂：“大略如行雲流水，初無定質，但行於所當行，常止於所不可不止，虽嬉笑怒骂之辞，皆可书而诵之。”其詩清新豪健，善用誇張比喻。其体浑涵光芒，雄视百代，有文章以来，盖亦鲜矣。一时文人如黄庭坚、晁补之、秦观、张耒、陈师道，举世未之识，轼待之如朋俦，未尝以师资自予也。
黃州詞，是蘇詞的奇觀；黃州文，則是蘇文的高峰；《赤壁賦》是其高峰之巔。黄庭坚曾批评苏轼说：“东坡文章妙天下，其短处在好骂，慎勿袭其轨也”。陈岩肖说：“坡为人慷慨疾恶，亦时见于诗，有古人规讽体”。陈师道说：“苏诗始学刘禹锡，故多怨刺，学不可不慎也”。

### 詩風
苏轼工诗，与黄庭坚合称“苏黄”。現存約二千七百多首，其詩內容廣闊，風格多樣，而以豪放為主。對後人影響最大的也是抒發人生感慨和歌詠自然景物的詩篇，表現出宋詩重理趣，好議論的特徵。〈飲湖上初晴後雨〉寫西湖之美：“水光瀲灩晴方好，山色空濛雨亦奇。欲把西湖比西子，淡妝濃抹總相宜。”
元豐四年暮春三月，東坡寫下〈黃州寒食詩帖〉。此帖為兩首五言古風，詩句沉鬱蒼勁，低回長歎，極富感染力。其书法不拘小節，字形章法佈局俱佳，頗有右軍遺意，唯用筆失之草率，在书法史上影响很大，二十世紀末更被譽為〈蘭亭序〉、〈祭姪帖〉之後的“天下第三行書”。黃庭堅在此帖後題跋：“東坡此詩似李太白，猶恐太白有未到處。此書兼顏魯公、楊少師、李西台筆意，試使東坡復為之，未必及此。它日東坡或見此書，應笑我於無佛處稱尊也。”朱弁《曲洧舊聞》：「東坡文章至黃州以後，人莫能及，唯黃魯直詩時可以抗衡；晚年過海，則魯直亦瞠乎其後矣。」
白稱詩仙，古體絕倫；杜詩律聖，拓宇七言；東坡晚出，各體皆能，無題不作，比配詩神。

### 詞風
現存三百四十多首《念奴嬌·赤壁懷古》、《水調歌頭·明月几时有》、《定風波》傳誦甚廣。
蘇軾擴大詞的內容，抒情寫景、說理懷古、感事等題材，無一不可入詞。蘇軾提高詞的意境，擴大和開拓詞境，提高格調，豪放詞以外，也有清曠飄逸、空靈雋永、以至纏綿嫵媚之作。
蘇軾詞風豪放（王國維曰「東坡之詞曠」），將詞「詩化」，筆力雄健，個性鮮明，展現出作者曠達、爽朗的個性，多豪情壯語，意氣昂揚，感情奔放，想像豐富奇特。
體裁和音律上，蘇軾不喜剪裁以就聲律，詞的文學生命重於音樂的生命。蘇詞作品往往有序，闡明詞的內容，或作詞的原委、時間、地點，事實分明。
相传苏轼官翰林学士时，曾问幕下士：“我词何如柳七（柳永）？”幕下士答曰：“柳郎中词只合十七八岁女郎，执红牙板，歌‘杨柳岸晓风残月’。学士词须关西大汉，铜琵琶、铁绰板，唱‘大江东去’。”
蘇軾的詞風被歸類在「豪放派」，所以與周邦彥的「格律派」大相逕庭。南宋時知名的詞人辛棄疾也是豪放派的詞人，後世將蘇東坡與辛棄疾並稱為「蘇辛」。

### 赋風
前赤壁赋，后赤壁赋，洞庭春色賦，中山松醪賦。

### 書風
苏轼晚年用筆沉著，早期書法代表作为〈治平帖〉，笔触精到，字态妩媚。中年代表作为〈黄州寒食诗帖〉。此诗帖系元丰五年（1082年）苏轼因为乌台诗案遭贬黄州时所写诗两首。诗句沉郁苍凉又不失旷达，书法用笔、墨色也随着诗句语境的变化而变化，跌宕起伏，气势不凡而又一气呵成，不拘小節，率意為之，二十世紀末被譽為“天下第三行书”。晚年代表作有行书〈洞庭春色赋〉、〈中山松醪赋〉等，此二赋以古雅胜，姿态百出而结构紧密，集中反映了苏轼书法“结体短肥”的特点。其最晚的墨迹当是〈与谢民师论文帖〉（1100年）。
其代表作有〈黄州寒食诗帖〉、〈天际乌云帖〉、〈洞庭春色赋〉、〈中山松醪赋〉、〈春帖子词〉、〈爱酒诗〉、〈寒食诗〉、〈蜀中诗〉、〈人来得书帖〉、〈答谢民师论文帖〉、〈江上帖〉、〈李白仙诗帖〉、〈次韵秦太虚诗帖〉、〈渡海帖〉、〈祭黄几道文卷〉、〈梅花诗帖〉、〈前赤壁赋〉、〈东武帖〉、〈北游帖〉、〈新岁展庆帖〉、〈宝月帖〉、〈令子帖〉、〈致南圭使君帖〉、〈次辩才韵诗〉、〈一夜帖〉、〈宸奎阁碑〉、〈致若虚总管尺牍〉、〈怀素自序〉等。苏轼的书法，后人赞誉颇高。最有发言权的莫过于黄庭坚，他在《山谷集》里说，“本朝善书者，自当推（苏）为第一”。

### 畫風
能畫竹，學文同，也喜作枯木怪石。存世画迹有〈枯木怪石图（木石图）〉、〈潇湘竹石图〉等。

## 著作
苏轼现存於世的文学著作共有2700多首诗，300多首词，以及大量散文作品。
- 《刑賞忠厚之至論》，嘉祐二年（1057年），应试时所寫，最早的成名文章。

- 《南行集》，嘉祐四年（1059年），与父亲和弟弟合编的中的40多首诗，最早的一批诗作。

- 《蘇沈良方》，今傳是沈括在《良方》的基礎上，增益蘇軾的醫藥雜說而成。

最早的词则写于熙宁五年（1072年）。
詩文有《東坡七集》《東坡集》《東坡詞》等。
存世書迹有〈答謝民師論文帖〉、〈祭黃幾道文〉、〈前赤壁賦〉、〈黃州寒食詩帖〉、〈題西林壁〉、〈飲湖上初晴後雨〉等。
畫迹有〈枯木怪石圖〉、〈潇湘竹石圖〉等。
題畫作品有〈淨因院畫記〉、〈提憩寂圖詩〉等。
因南宋皇帝宋高宗、宋孝宗等对其人其作的推崇，有宋一朝整理出版了《苏文忠公诗合注》《苏文忠公全集》等多部集作。《苏文忠公全集》又称《东坡全集》，传世的，至今所见，可分两大类。一类为分集编订，号称东坡七集本，亦标东坡全集，即东坡集四十卷，后集二十卷，奏议十五卷，内制集十卷，外制集三卷，和陶诗四卷，应诏集十卷，其出自苏轼原本原目，后人稍加增益，为之善本，风行海内；一类为分类合编，号称东坡大全集，《四库提要辨证》云：“分类合编者，疑即始于居世英本，宋时所谓大全集者类用此例，”又云：“宋时所刊大全集者，乃麻沙书坊所刻。”
《艾子雜説》據傳為蘇軾所撰。

## 家庭
| \| \| \| \| \| \| \| \| \| \| \| \| \| \| \| \| \| \| \| \| 高祖父：苏祜 \| \| \| \| \| \| \| \| \| \| \| \| \| \| \| \| \| \| \| \| \| \| \| \| \| \| \| \| \| \| \| \| \| \| \| \| \| \| \| \| \| \| \| \| \| \| \| \| \| \| \| \| \| \| 曾祖父：苏宗杲 \| \| \| \| \| \| \| \| \| \| \| \| \| \| \| \| \| \| \| \| \| \| \| \| \| \| \| \| \| \| \| \| \| \| \| \| \| \| \| \| \| \| \| \| \| \| \| \| \| \| \| \| \| \| 高祖母：李氏 \| \| \| \| \| \| \| \| \| \| \| \| \| \| \| \| \| \| \| \| \| \| \| \| \| \| \| \| \| \| \| \| \| \| \| \| \| \| \| \| \| \| \| \| \| \| \| \| \| \| \| \| \| \| 祖父:蘇序 \| \| \| \| \| \| \| \| \| \| \| \| \| \| \| \| \| \| \| \| \| \| \| \| \| \| \| \| \| \| \| \| \| \| \| \| \| \| \| \| \| \| \| \| \| \| \| \| \| \| \| \| \| \| 曾祖母：宋氏 \| \| \| \| \| \| \| \| \| \| \| \| \| \| \| \| \| \| \| \| \| \| \| \| \| \| \| \| \| \| \| \| \| \| \| \| \| \| \| \| \| \| \| \| \| \| \| \| \| \| \| \| \| \| 父：苏洵 \| \| \| \| \| \| \| \| \| \| \| \| \| \| \| \| \| \| \| \| \| \| \| \| \| \| \| \| \| \| \| \| \| \| \| \| \| \| \| \| \| \| \| \| \| \| \| \| \| \| \| \| \| \| 祖母：史氏 \| \| \| \| \| \| \| \| \| \| \| \| \| \| \| \| \| \| \| \| \| \| \| \| \| \| \| \| \| \| \| \| \| \| \| \| \| \| \| \| \| \| \| \| \| \| \| \| \| \| \| \| \| \| 苏轼 \| \| \| \| \| \| \| \| \| \| \| \| \| \| \| \| \| \| \| \| \| \| \| \| \| \| \| \| \| \| \| \| \| \| \| \| \| \| \| \| \| \| \| \| \| \| \| \| \| \| \| \| \| \| 外曾祖父：程仁霸 \| \| \| \| \| \| \| \| \| \| \| \| \| \| \| \| \| \| \| \| \| \| \| \| \| \| \| \| \| \| \| \| \| \| \| \| \| \| \| \| \| \| \| \| \| \| \| \| \| \| \| \| \| \| 外祖父:程文應 \| \| \| \| \| \| \| \| \| \| \| \| \| \| \| \| \| \| \| \| \| \| \| \| \| \| \| \| \| \| \| \| \| \| \| \| \| \| \| \| \| \| \| \| \| \| \| \| \| \| \| \| \| \| 母：程夫人 \| \| \| \| \| \| \| \| \| \| \| \| \| \| \| \| \| \| \| \| \| \| \| \| \| \| \| \| \| \| \| \| \| \| \| \| \| \| \| \| \| \| \| \| \| \| \| \| \| \| \| \| |                  |  |  |  |  |  |  |  |  |  |  |  |  |  |  |  |
| |                  |  |  |  |  |  |  |  |  |  |  |  |  |  |  |  |
| | 高祖父：苏祜     |  |  |  |  |  |  |  |  |  |  |  |  |  |  |  |
| |                  |  |  |  |  |  |  |  |  |  |  |  |  |  |  |  |
| |                  |  |  |  |  |  |  |  |  |  |  |  |  |  |  |  |
| | 曾祖父：苏宗杲   |  |  |  |  |  |  |  |  |  |  |  |  |  |  |  |
| |                  |  |  |  |  |  |  |  |  |  |  |  |  |  |  |  |
| |                  |  |  |  |  |  |  |  |  |  |  |  |  |  |  |  |
| | 高祖母：李氏     |  |  |  |  |  |  |  |  |  |  |  |  |  |  |  |
| |                  |  |  |  |  |  |  |  |  |  |  |  |  |  |  |  |
| |                  |  |  |  |  |  |  |  |  |  |  |  |  |  |  |  |
| | 祖父:蘇序        |  |  |  |  |  |  |  |  |  |  |  |  |  |  |  |
| |                  |  |  |  |  |  |  |  |  |  |  |  |  |  |  |  |
| |                  |  |  |  |  |  |  |  |  |  |  |  |  |  |  |  |
| | 曾祖母：宋氏     |  |  |  |  |  |  |  |  |  |  |  |  |  |  |  |
| |                  |  |  |  |  |  |  |  |  |  |  |  |  |  |  |  |
| |                  |  |  |  |  |  |  |  |  |  |  |  |  |  |  |  |
| | 父：苏洵         |  |  |  |  |  |  |  |  |  |  |  |  |  |  |  |
| |                  |  |  |  |  |  |  |  |  |  |  |  |  |  |  |  |
| |                  |  |  |  |  |  |  |  |  |  |  |  |  |  |  |  |
| | 祖母：史氏       |  |  |  |  |  |  |  |  |  |  |  |  |  |  |  |
| |                  |  |  |  |  |  |  |  |  |  |  |  |  |  |  |  |
| |                  |  |  |  |  |  |  |  |  |  |  |  |  |  |  |  |
| | 苏轼             |  |  |  |  |  |  |  |  |  |  |  |  |  |  |  |
| |                  |  |  |  |  |  |  |  |  |  |  |  |  |  |  |  |
| |                  |  |  |  |  |  |  |  |  |  |  |  |  |  |  |  |
| | 外曾祖父：程仁霸 |  |  |  |  |  |  |  |  |  |  |  |  |  |  |  |
| |                  |  |  |  |  |  |  |  |  |  |  |  |  |  |  |  |
| |                  |  |  |  |  |  |  |  |  |  |  |  |  |  |  |  |
| | 外祖父:程文應    |  |  |  |  |  |  |  |  |  |  |  |  |  |  |  |
| |                  |  |  |  |  |  |  |  |  |  |  |  |  |  |  |  |
| |                  |  |  |  |  |  |  |  |  |  |  |  |  |  |  |  |
| | 母：程夫人       |  |  |  |  |  |  |  |  |  |  |  |  |  |  |  |
| |                  |  |  |  |  |  |  |  |  |  |  |  |  |  |  |  |
| |                  |  |  |  |  |  |  |  |  |  |  |  |  |  |  |  |

祖父：
- 蘇序

父親：
- 蘇洵，唐宋八大家之一，曾作〈名二子說〉說明替兒子命名的來由。

母親：
- 程夫人，眉山富豪程文應之女，程濬之妹，十八歲時嫁時年十九歲的蘇洵。婚後相夫教子、操持家務。蘇軾一生思想深受母親影響。

兄弟姐妹：

蘇洵與程氏共生有三男三女，然長子景先與三名女兒皆卒於程氏去世之前。雖然傳說的「蘇小妹三難新郎」故事中，蘇東坡有個嫁與秦觀的妹妹，但根據考證，蘇東坡筆記著作中從未曾提到有妹妹，而且秦觀在二十九歲並且已經娶妻之後，才初遇蘇東坡，蘇小妹應為虛構人物。
- 蘇景先，早卒
- 蘇氏，蘇軾長姊，早卒
- 蘇氏，蘇軾次姊，早卒
- 蘇八娘（1035年—1052年），蘇軾三姊，十六歲嫁舅父程濬之子程之才，兩年後被夫家虐待至死[44][45]。清朝袁枚《隨園詩話》誤作蘇軾之妹[46]。
- 蘇轍（1039年—1112年），蘇軾之弟，唐宋八大家之一。

妻妾：
- 王弗（1039年—1065年），蘇軾之妻，十六歲時與年方十九的蘇軾成婚，婚後二人恩愛甜蜜。結婚十一年（1050年—1061年）因病逝世，得年二十七。蘇軾四十歲時曾作《江城子·乙卯正月二十日夜記夢》悼念亡妻。
- 王闰之（1048年—1093年），蘇軾之妻，王弗的堂妹，比苏轼小12岁，在堂姐王弗逝去三年後嫁給蘇軾，在苏轼58岁时逝世，享年四十六。
- 王朝雲（1063年—1096年），蘇軾之妾，原為歌妓。三十八歲時的蘇軾贖十二歲的朝雲，後收為侍妾。陪伴蘇軾度過仕途不順的歲月。後卒於紹聖三年，享年三十四。

子女：
- 蘇邁，妻王弗所生。
- 蘇迨，妻王闰之所生。
- 蘇過，妻王闰之所生。
- 蘇遁，妾王朝雲所生，未滿周歲而卒。

堂妹：
- 蘇氏，苏涣四女，嫁柳仲遠（字子文），封德化县君，袁枚《隨園詩話》指蘇軾有一妹嫁柳氏是把她誤作蘇軾親妹。

## 評價

### 古代
- 张戒：“自汉魏以来，诗妙于子建，成于李、杜，而坏于苏、黄。”(《岁寒堂诗话》卷上)
- 《宋史》：“苏轼自为童子时，士有传石介《庆历圣德诗》至蜀中者，轼历举诗中所言韩、富、杜、范诸贤以问其师。师怪而语之，则曰：“正欲识是诸人耳。”盖已有颉颃当世贤哲之意。弱冠，父子兄弟至京师，一日而声名赫然，动于四方。既而登上第，擢词科，入掌书命，出典方州。器识之闳伟，议论之卓荦，文章之雄隽，政事之精明，四者皆能以特立之志为之主，而以迈往之气辅之。故意之所向，言足以达其有猷，行足以遂其有为。至于祸患之来，节义足以固其有守，皆志与气所为也。仁宗初读轼、辙制策，退而喜曰：“朕今日为子孙得两宰相矣。”神宗尤爱其文，宫中读之，膳进忘食，称为天下奇才。二君皆有以知轼，而轼卒不得大用。一欧阳修先识之，其名遂与之齐，岂非轼之所长不可掩抑者，天下之至公也，相不相有命焉，呜呼！轼不得相，又岂非幸欤？或谓：“轼稍自韬戢，虽不获柄用，亦当免祸。”虽然，假令轼以是而易其所为，尚得为轼哉？”[47]

- 宋仁宗：“吾今又为吾子孙得太平宰相两人。”

- 刘安世说：“东坡立朝大节极可观，才意高广，惟己之是信。”[48]

- 黄庭坚：“人谓东坡作此文，因难以见巧，故极工。余则以为不然。彼其老于文章，故落笔皆超逸绝尘耳。”[49]、给苏轼的挽联说：“文章妙天下，忠义贯日月。”[50]、“真神仙中人。”[27]

- 苏辙说苏轼：“其于人，见善称之，如恐不及；见不善斥之，如恐不尽；见义勇于敢为，而不顾其害。用此数困于世，然终不以为恨。”[51]在蘇軾行跡所到之處都被民眾紀念，如黄冈、杭州、海南島等地區，都有蘇軾的祠廟。

- 晁无咎：“苏东坡词，人谓多不谐音律。然居士词横放杰出，自是曲子中缚不住者。”

- 王直方：“东坡尝以所作小词示无咎、文潜，曰：‘何如少游？’二人皆对曰：‘少游诗似小词，先生小词似诗。’”[52][53]

- 王灼：“东坡先生以文章馀事作诗，溢而作词曲，高处出神入天，平处尚临镜笑春，不顾侪辈。或曰：‘长短句中诗也。’为此论者，乃是遭柳永野狐涎之毒。诗与乐府同出，岂当分异？若从柳氏家法，正自不分异耳。东坡先生非心醉于音律者，偶尔作歌，指出向上一路，新天下耳目，弄笔者始知自振。今少年妄谓东坡移诗律作长短句，十有八九不学柳耆卿则学曹元宠，虽可笑，亦毋用笑也。”[54]

- 宋孝宗：“忠言谠论，立朝大节，一时廷臣无出其右。”

- 宋高宗追贈其為太師，諡為“文忠”[55]。

- 陆游評蘇：“世言东坡不能歌，故所作东府词多不协。晁以道谓：绍圣初，与东坡别于汴上，东坡酒酣，自歌〈古阳关〉。则公非不能歌，但豪放不喜剪裁以就声律耳。试取东坡诸词歌之，曲终，觉天风海雨逼人。”[56]、“公不以一身祸福，易其忧国之心，千载之下，生气凛然。”

- 陈洵：“东坡独崇气格，箴规柳、秦，词体之尊，自东坡始。”

- 徐度：“（柳永）词虽极工致，然多杂以鄙语，故流俗人尤喜道之。其后欧、苏诸公继出，文格一变，至为歌词，体制高雅。”

- 胡寅：“词曲者，古乐府之末造也。文章豪放之士，鲜不寄意于此者，随亦自扫其迹，曰谑浪游戏而已也。唐人为之最工者。柳耆卿后出，掩众制而尽其妙。好之者以为不可复加。及眉山苏氏，一洗绮罗香泽之态，摆脱绸缪宛转之度，使人登高望远，举首高歌，而逸怀浩气，超然乎尘垢之外，于是花间为皂隶，而柳氏为舆台矣。”[57]

- 王若虚：“是直以公为不及于情也。呜呼！风韵如东坡，而谓不及于情，可乎？彼高人逸士，正当如是。其溢为小词，而闲及于脂粉之间，所谓滑稽玩戏，聊复尔尔者也。若乃纤艳淫媟，入人骨髓，如田中行、柳耆卿辈，岂公之雅趣也哉？公雄文大手，乐府乃其游戏，顾岂于流俗争胜哉？盖其天资不凡，辞气迈往，故落笔皆绝尘耳。”[53]

- 刘辰翁：“词至东坡，倾荡磊落，如诗，如文，如天地奇观。”

- 元好问：“唐歌词多宫体，又皆极力为之。自东坡一出，性情之外，不知有文字，真有“一洗万古凡马空”气象。虽时作宫体，亦岂可以宫体概之？人有言，乐府本不难作，从东坡放笔后便难作。此殆以工拙论，非知坡者。所以然者，诗三百所载小夫贱妇幽忧无聊赖之语，时猝为外物感触，满心而发，肆口而成者尔。其初果欲被管弦。谐金石，经圣人手，以与六经并传乎？小夫贱妇且然，而谓东坡翰墨游戏，乃求与前人角胜负，误矣。自今观之，东坡圣处，非有意于文字之为工，不得不然之为工也。坡以来，山谷、晁无咎、陈去非、辛幼安诸公，俱以歌词取称，吟咏性情，留连光景，清壮顿挫，能起人妙思。亦有语意拙直，不自缘饰，因病成妍者，皆自坡发之。”[58]

- 王士祯：“山谷：“东坡书挟海上风涛之气。”读坡词，当作如是观，琐琐与柳七较锱铢，无乃为髯公所笑？”[59]、“汉魏以来，二千余年间，以诗名其家者众矣。顾所号为仙才者，唯曹子建、李太白、苏子瞻三人而已。”

- 王夫之：“扬雄、关朗、王弼、何晏、韩愈、苏轼之徒，日猖狂于天下，而张子韶、陆子静、王伯安窃浮屠之邪见，以乱圣学。为其徒者，弗妨以其耽酒嗜色，渔利赖宠之身，荡闲蔑耻，而自矜妙悟焉。呜呼，求明之害，尤烈于不明，亦至此哉！”

- 袁枚評蘇詩：“有才而無情，多趣而少韻：由於天分高，學力淺也。有起而無結，多剛而少柔：驗其知遇早晚景窮也。”

- 周济：“人赏东坡粗豪，吾赏东坡韶秀。韶秀是东坡佳处，粗豪则病也。东坡每事俱不十分用力，古文、书、画皆尔，词亦尔。”[60]

- 刘熙载：“东坡词颇似老杜诗，以其无意不可入，无事不可言也。若其豪放之致，则时与太白为近。太白《忆秦娥》，声情悲壮。晚唐、五代，惟趋婉丽。至东坡始能复古。后世论词者，或转以东坡为变调，不知晚唐、五代乃变调也。东坡《定风波》云：‘尚余孤瘦雪霜姿。”《荷花媚》云：‘天然地，别是风流标格。’、‘雪霜姿’、‘风流标格’，学坡词者，便可从此领取。东坡词具神仙出世之姿，方外白玉蟾诸家，惜未诣此。

### 近代(中晚清、民初)
- 曾国藩：“古人称立德、立功、立言为三不朽。立德最难，自周汉以后，罕见德传者。立功如萧、曹、房、杜、郭、李、韩、岳，立言如马、班、韩、欧、李、杜、苏、黄，古今曾有几人？”[61]

- 蔡嵩云：“东坡词，胸有万卷，笔无点尘。其阔大处，不在能作豪放语，而在其襟怀有涵盖一切气象。若徒袭其外貌，何异东施效颦。东坡小令，清丽纡徐，雅人深致，另辟一境。设非胸襟高旷，焉能有此吐属。”

- 汤鹏：“是故燕惠王有乐毅而不能用，楚怀王有屈平而不能用，项羽有范增而不能用，汉文有贾谊而不能用，唐德宗有陆贽而不能用，宋神宗有苏轼而不能用，此左右谮愬之罪也，此乾坤憾事也。”

- 王鹏运：“北宋人词，如潘逍遥之超逸，宋子京之华贵，欧阳文忠之骚雅，柳屯田之广博，晏小山之疏俊，秦太虚之婉约，张子野之流丽，黄文节之隽上，贺方回之醇肆，皆可模拟得其仿佛。唯苏文忠之清雄，夐乎轶尘绝世，令人无从步趋。盖霄壤相悬，宁止才华而已？其性情，其学问，其襟抱，举非恒流所能梦见。词家苏辛并称，其实辛犹人境也，苏其殆仙乎！”[62]

- 沈曾植：“东坡以诗为词，如雷大使之舞，虽极天下之工，要非本色。”此后山谈丛语也。然考蔡绦铁围山丛谈，称：‘上皇在位，时属升平。手艺之人有称者，棋则有刘仲甫、晋士明，琴则有僧梵如、僧全雅，教坊琵琶则有刘继安，舞有雷中庆，世皆呼之为雷大使，笛则孟水清。此数人者，视前代之技皆过之。’然则雷大使乃教坊绝技，谓非本色，将外方乐乃为本色乎？”[53]

- 夏敬观：“东坡词如春花散空，不着迹象，使柳枝歌之，正如天风海涛之曲，中多幽咽怨断之音，此其上乘也。若夫激昂排宕、不可一世之概，陈无己所谓：‘如教坊雷大使之舞，虽极天下之工，要非本色。’乃其第二乘也。后之学苏者，惟能知第二乘，未有能达上乘者，即稼轩亦然。东坡《永遇乐》词云：‘紞如三鼓，铿然一叶，黯黯梦云惊断。夜茫茫，重寻无处，觉来小园行遍。’此数语，可作东坡自道圣处。”[63]

- 章太炎：“轼也使人跌逷而无主，设两可之辩，仗无穷之辞，遁情以笑，谓道可见端，而不睹其尾，谓求学皆若解闭者，以不解解之也。”“淫文破典，軵靡者众”。[64]
- 王国维：“以宋词比唐诗，则东坡似太白，欧、秦似摩诘，耆卿似乐天，方回、叔原则大历十子之流。”[65]

### 现代
- 錢穆說：“蘇東坡詩之偉大，因他一輩子沒有在政治上得意過。他一生奔走潦倒，波瀾曲折都在詩裡見。但蘇東坡的儒學境界並不高，但在他處艱難的環境中，他的人格是偉大的，像他在黃州和後來在惠州、瓊州的一段。那個時候詩都好，可是一安逸下來，就有些不行，詩境未免有時落俗套。東坡詩之長處，在有豪情，有逸趣。其恬靜不如王摩詰，其忠懇不如杜工部。”、“他們（蘇氏兄弟）的學術因罩上一層極厚的釋老的色采，所以他們對於世務，認為並沒有一種正面的、超出一切的理想標準。他們一面對世務卻相當練達，憑他們活的聰明來隨機應付。他們亦並不信有某一種制度，定比別一種制度好些。但他們的另一面，又愛好文章辭藻，所以他們持論，往往渲染過分，一說便說到盡量處。近於古代縱橫的策士。”[66]

- 方东树《昭昧詹言》云：“东坡……自以真骨面目与天下相见，随意吐属，自然高妙。”

- 1930年代，当林语堂尚在海外飘零之时，身边却时时携带笨重的苏轼文集，后来写下文词优美、脍炙人口[來源請求]的《苏东坡传》。当他在《苏东坡传》中提到为其作传的理由时，说：“像苏东坡这样富有创造力，这样守正不阿，这样放任不羁，这样令人万分倾倒而又望尘莫及的高士，有他的作品摆在书架上，就令人觉得有了丰富的精神食粮。现在我能专心致力写他这本传记，自然是一大乐事，此外还需要什么别的理由吗？”[67]这正切中林语堂自己的赞叹：“苏东坡自有其迷人魔力。”、“苏东坡是一个无可救药的乐天派、一个伟大的人道主义者、一个百姓的朋友、一个大文豪、大书法家、创新的画家、造酒试验家、一个工程师、一个憎恨清教徒主义的人、一位瑜伽修行者佛教徒、巨儒政治家、一个皇帝的秘书、酒仙、厚道的法官、一位在政治上专唱反调的人。一个月夜徘徊者、一个诗人、一个小丑。但是这还不足以道出苏东坡的全部……苏东坡比中国其他的诗人更具有多面性天才的丰富感、变化感和幽默感，智能优异，心灵却像天真的小孩——这种混合等于耶稣所谓蛇的智慧加上鸽子的温文。”

- 王水照认为苏轼文学作品的数量之巨为北宋著名作家之冠，质量之优则为北宋“文学最高成就的杰出代表”。[37]
- 2000年，法国《世界报》認為蘇東坡的從政生涯與他的琴棋書畫一樣，都是人類的文化瑰寶，並且在專欄“千年人物”中，評選蘇軾為唯一一位入選的中國人（共12位）[68][69]。
- 2017/08/13，法國《世界報》副主編Jean-Pierre Langellier在第八屆蘇東坡文化節的演講時，盛讚蘇東坡的天才與人道精神。[68]

## 注本
从宋代开始，苏轼作品的注本不断出现，例如：
- 诗注
  - 查慎行的《补注东坡编年诗》。
  - 冯应榴的《苏文忠诗合注》。
  - 王文诰的《苏文忠公诗编注集成》。

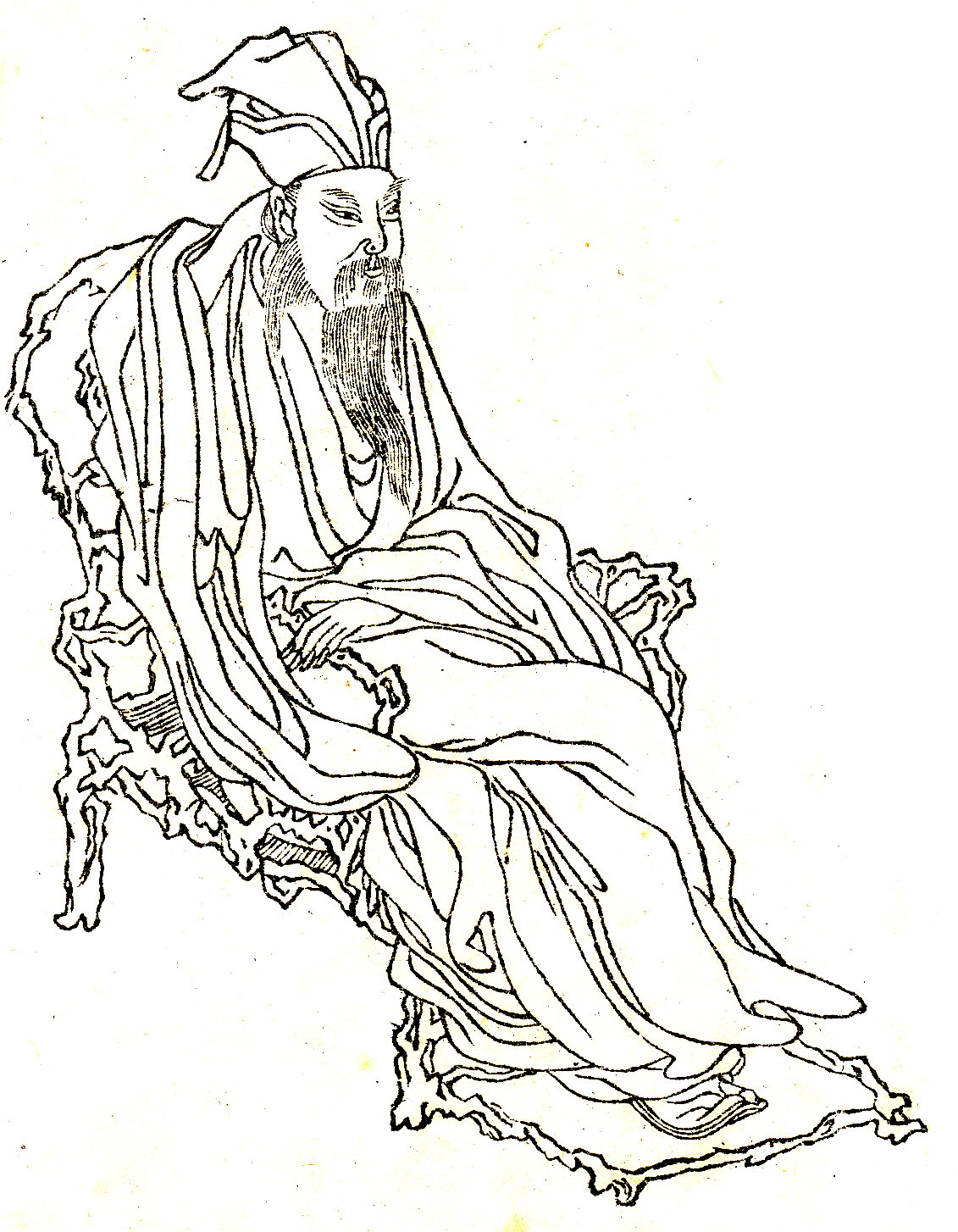
蘇軾像，載於《晩笑堂竹莊畫傳》

  - 孔凡礼点校的《苏轼诗集》，中华书局1982年出版。
- 文注
  - 南宋邱晔编注的选本《经进东坡文集事略》。
  - 明末茅维的《东坡先生全集》。
  - 孔凡礼点校的《苏轼文集》，中华书局1986年出版。
- 词注
  - 近人朱祖谋的编年本《东坡乐府》。
  - 今人龙榆生的《东坡乐府笺》。

## 軼聞
- 關於〈刑賞忠厚之至論〉中的內容：“皋陶曰殺之三，堯曰宥之三”，當時考官皆不知其典故，歐陽脩問蘇軾出於何典。蘇軾回答在《三國志·孔融傳》中。歐陽脩翻查後仍找不到，蘇軾答：“曹操滅袁紹，以紹子袁熙妻甄宓賜子曹丕。孔融云：‘即周武王伐紂以妲己賜周公’。操驚，問出於何典，融答：‘以今度之，想當然耳’。”歐陽脩聽畢恍然大悟。[70]

- 宋哲宗绍圣元年（1094年），苏轼在被贬往惠州途中经过东莞，夜宿资福寺（今莞城中心小学），方丈僧祖堂和莞人夏侯生陪同他在当地出游，结下缘分。苏轼在惠州的四年间曾经乘船来往资福寺和觉华寺之间，听说靖康海市蜃楼奇绝，往观却不得见。祖堂说：“此灵变也，公善文，祭之当见。”苏轼于是作长短诗焚之，歌咏间即成楼台人马之形，络绎不绝，于是又作诗记念，赠予夏侯生。苏轼还用自己至爱的犀带换取佛脑舍利，供奉在资福寺内。元符三年（1100年）苏轼写下《罗汉阁记》[71]、《舍利铭》[72]、《老柏再生赞》[73]等文记念此事。[74]苏轼捐赠的舍利在1277年元将张弘范攻陷东莞后被夺走，送至大都。后在明代重修资福寺时送回原址，至今依然保存在清代原址重建的金刚经云石塔内。

- 有一次國家忌日，眾大臣到大相国寺禱佛，程頤要求食素，蘇軾責問說：“正叔（程頤表字），你不是不喜好佛教嗎？為甚麼要喫素食？”程頤說：“禮法：守喪不可飲酒喫肉；忌日，是喪事的延續。”蘇軾唱反調：“支持劉家的人露出左臂來罷！”（用史記典故，蘇軾自比為漢朝的太尉周勃，把程頤比為呂氏亂黨，要求大家支持他。）范淳夫等人喫素食，而秦觀、黃庭堅等則喫肉。[75]

- 苏轼很早接触佛教[76]，一生与禅师交游颇广，在黃州時常與金山寺主持佛印禅师来往，一日蘇軾做一首诗偈“稽首天中天，毫光照大千，八风吹不动，端坐紫金莲”呈给佛印。禅师即批“放屁”二字，嘱书童携回。东坡見後大怒，立即过江责问禅师，禅师大笑：“学士，学士，您不是‘八风吹不动’了吗，怎又一‘屁’就打过了江？”[77]

- 苏轼无论诗、词、文、赋、字、画，样样精到，常被认为乃是先人托化所致。广州西郊石门灵隐山上有宝陀院、妙高台，院住持德云和尚临终时，留信说三十年后他的忌日，当有贵人来访，可将遗书递上。到了元符三年（1100年）十月，德云和尚三十周年忌日，苏轼正好游览来到宝陀院，觉得一切都很熟悉，阅毕住持遗书，有感而发题诗「宝陀山上宝陀院，白发东坡喜再来。前世德云今是我，依稀尤见妙高台。」于妙高台壁上[78]。學者衣若芬認為此「德云和尚」說是清代研究者的誤解[79]。

- 蘇軾本人是個美食家，性喜酒肉，肉中尤以豬肉為最愛，按周紫芝《竹坡詩話》：“東坡性喜食豬”。還有傳說東坡肉和東坡酒相傳均為蘇軾發明[80]。《曲洧舊聞》又記：蘇東坡與客論食次，取紙一幅以示客云：“爛蒸同州羊羔，灌以杏酪香梗，荐以蒸子鵝，吳興庖人斫松江鱠；既飽，以廬山玉簾泉，烹曾坑鬥品茶。少焉解衣仰臥，使人誦東坡先生〈赤壁前後賦〉，亦足以一笑也。”

- 蘇軾在〈與鞠持正書〉中寫下：「文登雖稍遠，百事可樂。島中出一藥，名曰：『石芝』者，香味初嚼茶，久之甚美，聞甚益人！」。文中百事可樂意指凡事皆有樂趣，成為英語pepsi cola的中文音譯。[81]

- 蘇軾年少時，本已登進士，卻貪心不滿足止於此，於是又去應考制科試，科號為賢良方正能直言極諫，成績甚優，以為就此真的可以對官家直言極諫，殊不知差點把自己給諫沒了。便在與李之儀的回信中，自嘲自己是靠著一張嘴當官的劉敬[82]。

- 蘇軾對十二星座很有研究。蘇軾讀韓愈《三星行》詩「我生之辰，月宿南斗」，表示自己和唐朝的韓愈都是摩羯座（當時稱「磨蝎」），一生多遭口舌誹謗，簡直同病相憐，命途多舛[83]。他認為自己命中的好好壞壞，和身為摩羯座是有關係的。

按唐宋時的占星學，二十八宿的斗宿正好對應黃道十二宮的摩羯宮，月亮所在的星宮為身宮（相當於月亮星座），可知韓愈的身宮正是摩羯。而蘇軾則是以摩羯為命宮，「僕乃以磨蝎為命，平生多得謗譽，殆是同病也」。
蘇軾對星座的感嘆，讓後世掀起一股「摩羯情節」。南宋方大琮寫信給朋友說：「惟磨蝎所蒞之宮，有子卯相刑之說，昌黎值之而掇謗，坡老遇此以招讒。而況晩生，敢攀前哲？」南宋理宗時期的牟巘致友人的書信：「生磨蝎之宮，人皆憐於奇分。」于石寫詩：「顧予命亦坐磨蝎，碌碌浪隨二公後」元代尹廷高〈挽尹晓山〉「清苦一生磨蝎命，凄凉千古耒阳坟。」趙汸「謾灼膏肓驅二豎，懶從磨蝎問三星。」明代張萱「磨蝎誰憐留瘴海，痴仙只合在人間。」清代趙翼「書生不過稻粱謀，磨蝎身偏願莫酬。」黃均「漸知世運多摩羯，頗覺胸懷貯古春。」袁枚：「莫嘆遭逢磨蠍重，世間風浪幾曾平。」曾國藩：「諸君運命頗磨蠍，可憐顛頓愁眉腮。」

## 紀念文資
- 三蘇墳：汝州郟城縣釣臺鄉上瑞里小峨眉山（今河南省平頂山市郟縣茨芭鎮蘇墳村東南隅
- 蘇墳山：眉州彭山縣安鎮鄉可龍里（今四川省眉山市東坡區富牛鎮永光村），蘇洵墓是真塚，蘇軾、蘇轍墓是衣冠塚。
- 蘇墳園：四川省眉山市東坡區修文鎮十字卡村蘇墳園 蘇軾孫子蘇符和曾孫蘇山
- 青神中岩寺喚魚池畔蘇軾與王弗塑像：四川省眉山市青神縣瑞峰鎮中岩村
- 欒城蘇東坡祖籍紀念館(2011)：河北省石家莊市欒城區惠源路兴安花園內
- 四川眉山三蘇祠博物館：四川省眉山市東坡區三蘇鎮三蘇村紗縠行南段72號
- 西湖蘇東坡紀念館(1989)：浙江省杭州市西湖區南山路2號
- 黃州蘇東坡紀念館(2010)：湖北省黃岡市黃州區遺愛湖畔
- 宜興東坡書院(東坡祠堂)：江蘇省無錫市宜興市丁蜀鎮蜀山南麓
- 惠州蘇東坡祠：廣東省惠州市惠城區橋東街道東江之濱
- 惠城蘇東坡紀念館(1982)：廣東省惠州市惠城區橋東街道東濱江東路
- 王朝雲墓六如亭：廣東省惠州市惠城區橋東街道
- 海南儋州東坡書院(北宋1098）：海南省儋州市中和鎮
- 桄榔庵蘇東坡紀念館(2025)：海南省儋州市中和鎮
- 常州蘇東坡紀念館(藤花舊館)(2015)：江蘇省常州市天寧區延陵西路、前北岸73號-89號

## 相關美食菜肴
- 东坡肉
- 东坡肘子
- 东坡腿
- 东坡鱼
- 东坡豆腐
- 东坡饼
- 东坡羹
- 东坡狗肉
- 东坡羊骨汤
- 东坡河豚
- 东坡虾
- 东坡蟹
- 东坡笋
- 东坡田藕

### 影視形象
| 演員     | 作品           | 年份 | 类型   |
| 唐国强   | 水浒传         | 1998 | 電視劇 |
| 魏駿傑   | 刁蠻嬌妻蘇小妹 | 2010 | 電視劇 |
| 陸毅     | 蘇東坡         | 2012 | 電視劇 |
| 歐陽震華 | 東坡家事       | 2015 | 電視劇 |
| 鄭則仕   | 風流才子蘇東坡 | 2001 | 電視劇 |

### 紀錄片
《蘇東坡》，該片為中國央視所拍攝紀錄片，2017入選中國優秀國產紀錄片。